# کاروانسرای داش‌آتان
کاروانسرای داش‌آتان مربوط به دوره قاجاریان است و در شهرستان تبریز، بخش مرکزی، خ خاقانی - خارج از بارو (بیرون درب خیابان) واقع شده و این اثر در تاریخ ۱۶ اسفند ۱۳۸۴ با شمارهٔ ثبت ۱۴۹۴۶ به‌عنوان یکی از آثار ملی ایران به ثبت رسیده است.